# Alexandria, Rumänien
Alexandria är en stad (municipiu) som utgör residensstad i länet Teleorman i landskapet Valakiet i södra Rumänien. Staden ligger vid floden Vedea och folkmängden uppgick till cirka 45 000 invånare vid folkräkningen 2011.
Staden grundades av bulgariska flyktingar från staden Svisjtov efter rysk-turkiska kriget på 1820-talet, efter en stadsplanen utvecklad av den österrikiska ingenjören Otto von Moritz. Namnet Alexandria kommer från den rumänske fursten Alexandru Ghica. Ghicas kvarlevor finns idag bevarade i katedralen Sfântul Alexandru.